# Erazm Piltz

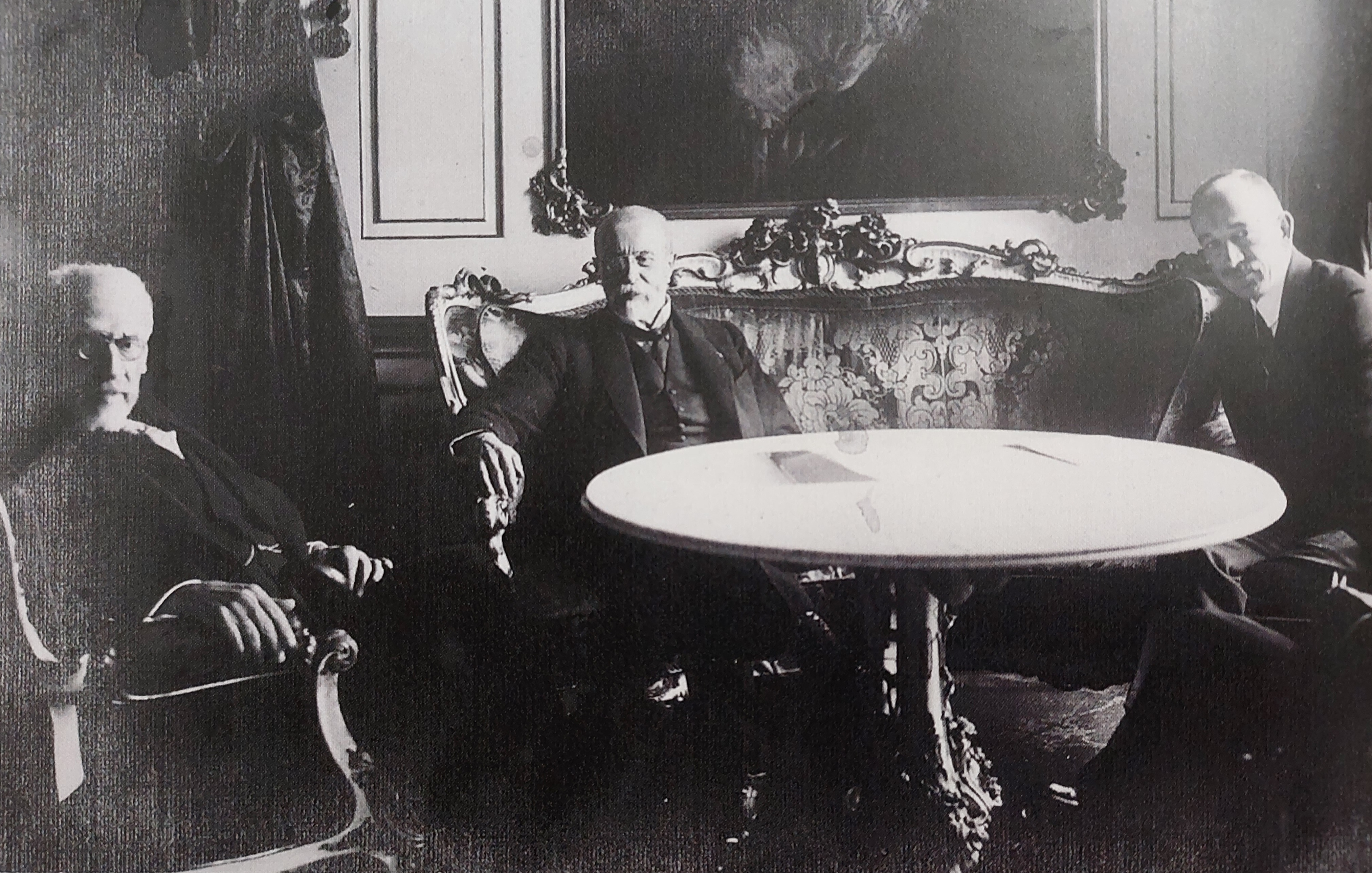
Rozmowy z Czechami 1920-21

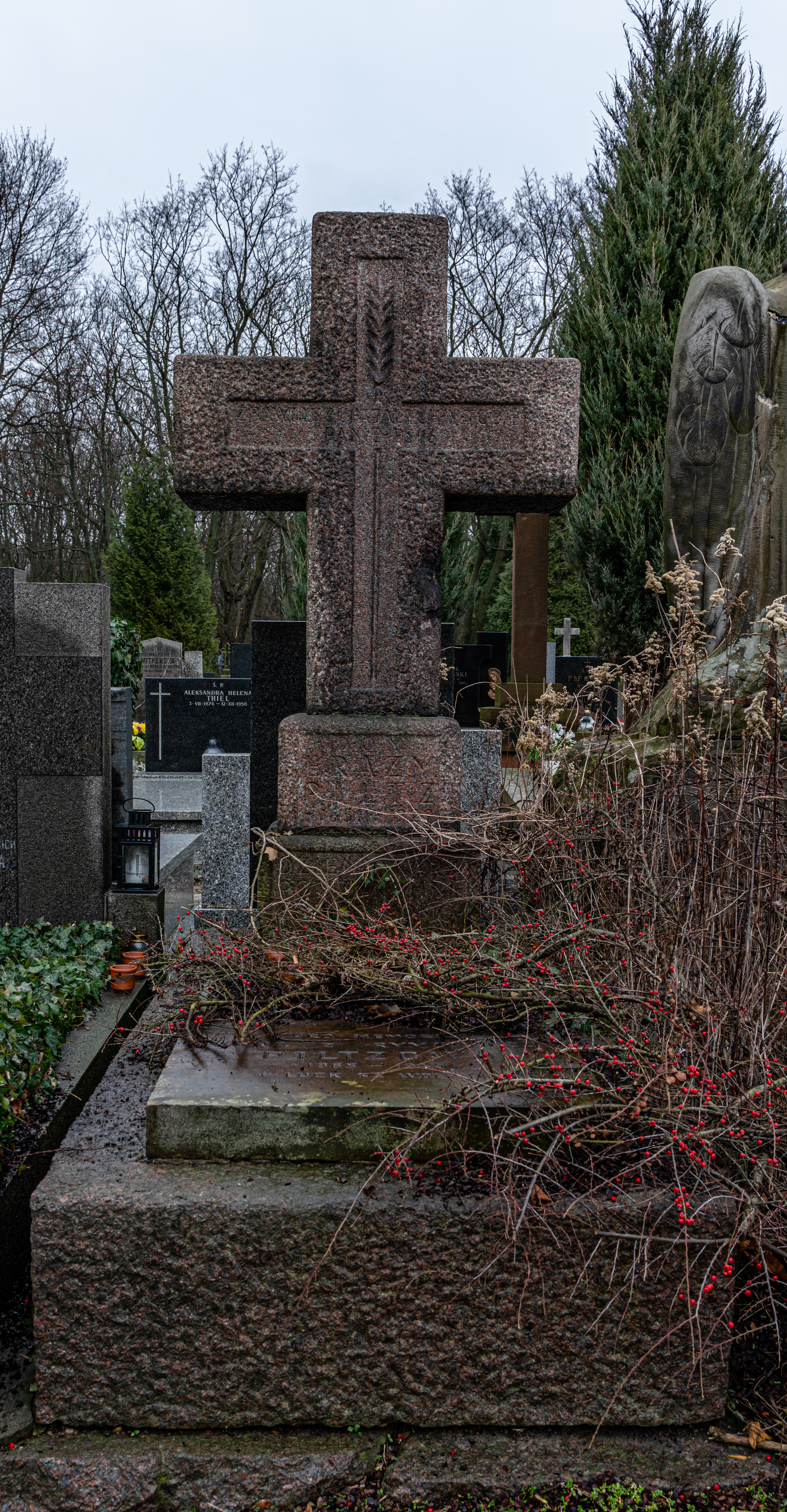
Grób Erazma Piltza na cmentarzu Powązkowskim

Erazm Piltz, ps. „Scriptor”, „Swojak” (ur. 3 sierpnia 1851 w Warszawie, zm. 26 grudnia 1929 tamże) – polski publicysta, polityk. Po odzyskaniu niepodległości w służbie dyplomatycznej II Rzeczypospolitej jako poseł w Królestwie Serbów, Chorwatów i Słoweńców i w Czechosłowacji.

## Życiorys
Urodził się w luterańskiej urzędniczej rodzinie jako syn Jana i Romany z Szyllerów. W 1878 roku założył w Warszawie czasopismo „Nowiny”, którego był redaktorem, jednocześnie (po roku 1882) współpracował z konserwatywnym dziennikiem informacyjno-politycznym „Słowo”, który od 1905 roku stał się organem Stronnictwa Polityki Realnej. Erazm Piltz był jednym z przywódców tego stronnictwa. W Petersburgu w 1887 roku przejął Księgarnię Polską od swej teściowej Bronisławy Rymowiczowej, żony miejscowego lekarza (był ożeniony z jej córką Heleną). Wspólnie z Włodzimierzem Spasowiczem założył tygodnik „Kraj”, również wydawał publikacje historyczne, filozoficzne, tudzież książki dla dzieci.
W chwili wybuchu I wojny światowej poseł do Dumy, gdzie w marcu 1917 roku powstały Komisja Likwidacyjna do spraw Królestwa Polskiego oraz Międzypartyjna Rada Zjednoczeniowa, na czele której stanęli Dmowski, Zamoyski i Piltz. Zbliżył się do Narodowej Demokracji.
Współzałożyciel Centralnej Agencji Polskiej w Lozannie, którą kierował od 1915 roku. Niezależnie od bieżącej działalności informacyjnej przy poparciu Sienkiewicza i Paderewskiego przyczynił się do wydania w 1916 roku podręcznika encyklopedycznego o Polsce, który ukazał się pod tytułem Petite encyclopédie polonaise (Mała encyklopedia polska) i był przeznaczony dla polityków i dyplomatów Ententy, wykazujących na ogół brak rozeznania w sprawach Polski. Inicjator powstania 9 stycznia 1915 Komitetu Generalnego Pomocy Ofiarom Wojny w Polsce, a następnie członek jego Zarządu.
Od 1917 roku członek Komitetu Narodowego Polskiego, od 1918 roku delegat KNP przy rządzie francuskim. Był ekspertem zajmującym się zagadnieniami politycznymi i dyplomatycznymi delegacji polskiej na konferencji pokojowej w Paryżu w 1919 roku. Od 16 kwietnia 1919 był delegatem rządu polskiego przy rządzie francuskim.
W czerwcu 1919 roku mianowany posłem nadzwyczajnym i ministrem pełnomocnym w Belgradzie, misję pełnił do 20 marca 1920 roku. Od października 1920 do kwietnia 1921 roku dyrektor Departamentu Politycznego MSZ, od 6 kwietnia do 19 maja 1921 roku wiceminister spraw zagranicznych, zmuszony był podać się do dymisji. 1 lipca 1921 roku objął kierownictwo poselstwa RP w Pradze. Działał na rzecz porozumienia polsko-czechosłowackiego wg zamysłu ówczesnego MSZ Konstantego Skirmunta.
Do centrali MSZ powrócił 31 grudnia 1922, w sierpniu 1924 roku odszedł na emeryturę. Pochowany na cmentarzu Powązkowskim (kwatera 81-6-12).
W małżeństwie z Heleną z Rymowiczów nie miał dzieci. Na krótko przed śmiercią zmienił wyznanie na rzymskokatolickie.

## Ordery i odznaczenia
- Komandor z Gwiazdą Orderu Odrodzenia Polski (28 kwietnia 1926)[6][7]
- Komandor Orderu Lwa Białego (Czechosłowacja)[7]
- Komandor Orderu Legii Honorowej (Francja)[7]
- Order Korony Rumunii (Rumunia)[7]

## Publikacje
- Obrachunek (1898)
- Bismarck, Rosja i Polacy (1895),
- Nasza młodzież (1902),
- Nasze stronnictwa skrajne (1903),
- Wobec wojny. Głos z Warszawy (1904)
- Polityka rosyjska w Polsce. List do kierowników polityki rosyjskiej (1909).